# Joachim Stamp

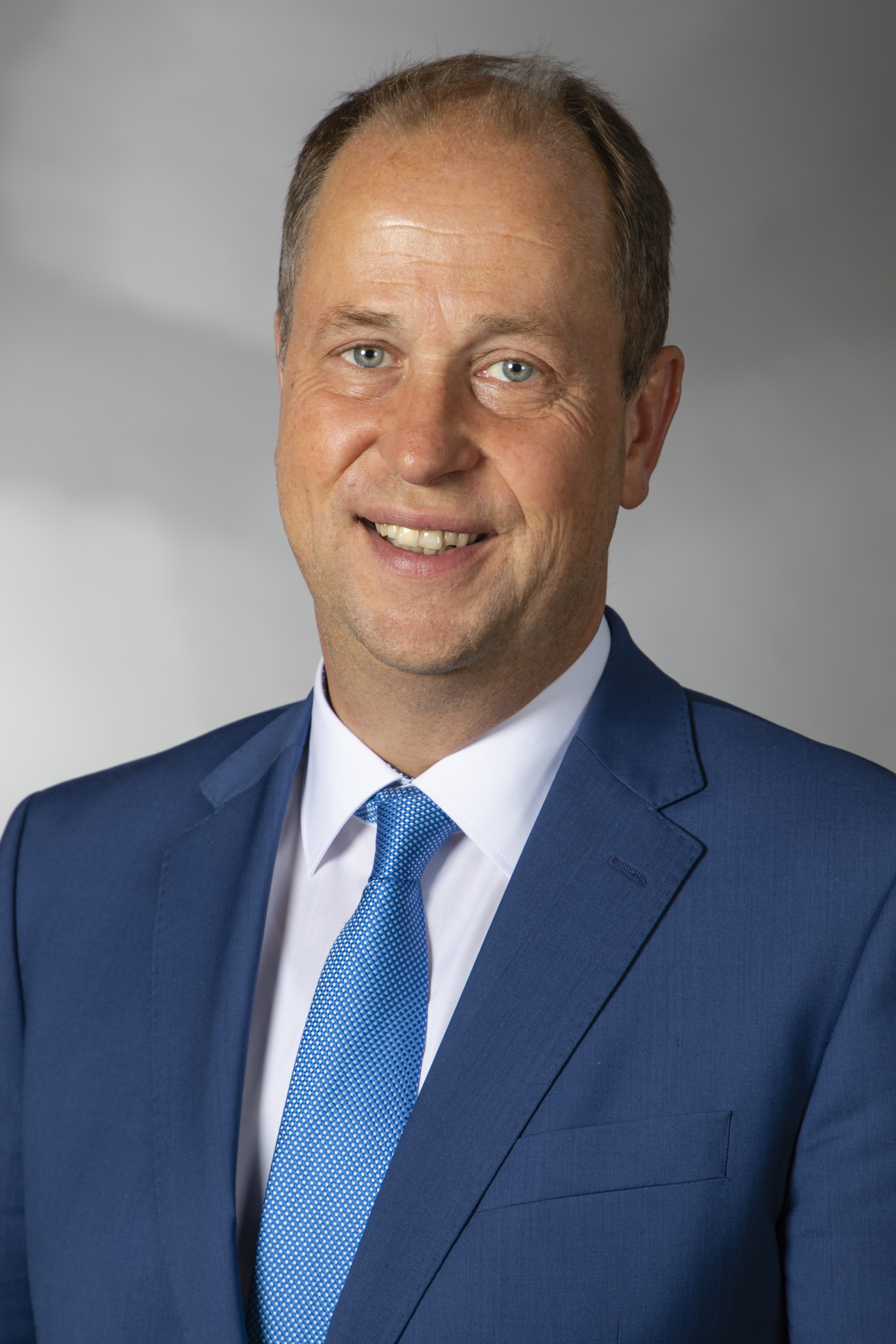
Joachim Stamp (2019)

Gerd Monte Joachim Stamp (* 21. Juni 1970 in Bad Ems) ist ein deutscher Politiker (FDP). Er war von Juni 2017 bis Juni 2022 Minister für Kinder, Familie, Flüchtlinge und Integration sowie stellvertretender Ministerpräsident des Landes Nordrhein-Westfalen in der schwarz-gelben Landesregierung (Kabinett Laschet und Kabinett Wüst I). Er war von Juni 2012 bis Januar 2023 Landtagsabgeordneter und von Juni 2012 bis Juli 2017 stellvertretender Vorsitzender der FDP-Landtagsfraktion. Von Februar 2023 bis Mai 2025 war Stamp Sonderbevollmächtigter der Bundesregierung für Migrationsabkommen.

## Ausbildung und Berufsleben
Nach dem Abitur am Carl-von-Ossietzky-Gymnasium in Bonn-Ückesdorf studierte Stamp Politikwissenschaft mit den Nebenfächern Philosophie und Religionswissenschaft in Bonn bis 1998 und promovierte 2011 an der Universität Potsdam. Nach anderthalb Jahren Mitarbeit im Büro des früheren Bundestagsabgeordneten und Bundesaußenministers Guido Westerwelle arbeitete Stamp als Referent für Politische Bildung in der Theodor-Heuss-Akademie der Friedrich-Naumann-Stiftung für die Freiheit in Gummersbach.
Joachim Stamp ist verheiratet mit Barbie Haller, der Vizepräsidentin der Bundesnetzagentur, hat zwei Töchter und lebt in Bonn-Röttgen.

## Partei
Joachim Stamp ist 1987 in die FDP eingetreten, gehört dem FDP-Ortsverband Bonn-Duisdorf an. Viele Jahre war er im Bundesvorstand der Jungen Liberalen, seit 2006 sitzt er im Landesvorstand der NRW-FDP. Seit 2012 gehört Stamp auch dem Bundesvorstand der FDP an. Von Februar 2010 bis Juni 2012 war er Generalsekretär der Nordrhein-Westfälischen FDP. Am 16. März 2015 wurde er auf dem Kreisparteitag der FDP Bonn mit 77 von 91 Stimmen zum Nachfolger des Kreisvorsitzenden Werner Hümmrich gewählt. Im Jahr 2018 übergab er das Amt an Franziska Müller-Rech.
Er wurde am 25. November 2017 als Nachfolger von Christian Lindner zum Landesvorsitzenden der FDP Nordrhein-Westfalen gewählt. Nach der verlorenen Landtagswahl kündigte er im August 2022 an, den Landesvorsitz abzugeben. Beim nächsten Parteitag am 21. Januar 2023 wurde Henning Höne zu seinem Nachfolger gewählt.
2006 gründete er zusammen mit Liane Knüppel, Hartmut Knüppel, Daniel Bahr, Gisela Piltz, Hans-Joachim Otto und Johannes Vogel den Verein Netzwerk 80 e. V. als Zusammenschluss aller Bundesvorstandsmitglieder und Bundesgeschäftsführer der Jungen Liberalen seit 1980.

## Kommunalpolitik
Von 2004 bis 2017 war Stamp Ratsherr im Rat der Bundesstadt Bonn. 2004, 2009 und 2014 konnte er den Kommunalwahlkreis Röttgen/Ückesdorf direkt gewinnen. 2009 (67,6 %) und 2014 (64,9 %) gaben jeweils etwa zwei Drittel der Wähler die Stimme für Stamp ab. Er war Mitglied des Schulausschusses und des Integrationsrates der Stadt Bonn.

## Landtagsabgeordneter
Von Juni 2012 bis Januar 2023 war Stamp Mitglied des Landtags des Landes Nordrhein-Westfalen. Er wurde jeweils über die Landesliste der FDP NRW gewählt. Zudem kandidierte er seit der Landtagswahl 2005 stets im Landtagswahlkreis Bonn II, wo er 9,7 % (2005), 8,5 % (2010), 9,4 % (2012), 14,3 % (2017) und 8,9 % (2022) der Erststimmen erhielt. Bis zu seiner Ernennung zum Minister war er ordentliches Mitglied und Sprecher des Integrationsausschusses, ordentliches Mitglied der Verfassungskommission und des Ausschusses für Familie, Kinder und Jugend sowie stellvertretendes Mitglied des Ausschusses für Arbeit, Gesundheit und Soziales. Im Januar 2023 legte er sein Landtagsmandat im Zuge seiner Ernennung zum Sonderbevollmächtigten für Migration der Bundesregierung nieder. Für ihn rückte Franziska Müller-Rech in den Landtag nach.

## Positionen (Auswahl)
Stamp fordert, dass die Asylverfahren langfristig nicht mehr in Deutschland bzw. innerhalb der EU stattfinden mögen. Stattdessen sollen diese in UN-Flüchtlingslagern oder bei den Botschaften/Konsulaten erfolgen, von wo dann rechtsstaatlich anerkannte Flüchtlinge in die EU bzw. nach Deutschland einreisen dürfen. Wer dagegen über das Mittelmeer kommt, soll ohne ein Asylverfahren in Drittstaaten gebracht werden. „Dies ist die Alternative zum derzeitigen Elend und Tod in Wüste und Meer“, so Stamp im September 2022.

## Öffentliche Ämter
Ab dem 30. Juni 2017 amtierte Stamp als Minister für Kinder, Familie, Flüchtlinge und Integration sowie als stellvertretender Ministerpräsident in der schwarz-gelben Landesregierung (zunächst im Kabinett Laschet, anschließend im Kabinett Wüst I). Mit dem Antritt des Kabinetts Wüst II schied er am 29. Juni 2022 aus der Landesregierung aus.
Stamp war seit dem 1. Februar 2023 Sonderbevollmächtigter der Bundesregierung für Migrationsabkommen im Bundesministerium des Innern und für Heimat. Er behielt dieses Amt auch nach dem Bruch der Ampelkoalition in Deutschland 2024 und dem Ausscheiden seiner Partei aus der Bundesregierung. Er blieb Sonderbevollmächtigter bis das Kabinett Merz am 6. Mai 2025 diese Position abschaffte. Da sein Vertrag im Bundesinnenministerium noch bis Ende 2025 läuft, arbeitet er seitdem in der zuständigen Fachabteilung.